# Francesco Geminiani
Francesco Saverio Geminiani (Lucca, 5 de dezembro de 1687 - Inglaterra, 17 de setembro de 1762) foi um compositor, maestro, violinista virtuoso e teórico musical da Itália.
Foi aluno de Alessandro Scarlatti, Carlo Ambrogio Lonati e Arcangelo Corelli. A partir de 1711, foi maestro em Nápoles. Em 1714, foi a Londres para dar concertos como violinista, onde recebeu a proteção de William Capel, conde de Essex. Em 1715, se apresentou em duo com Haendel diante do rei Jorge I. Nesse país estabeleceu residência, compôs e deu aulas, além de reunir uma coleção de obras de arte.
Em sua obra de composição se destacam suas sonatas para violino e baixo contínuo e seus concerti grossi, onde introduziu a viola como parte do concertino. Para este estilo ele também adaptou algumas sonatas para violino e baixo de seu mestre Corelli. Escreveu um tratado sobre a arte do violino em 1751, Art of Playing the Violin, que sumariza a prática do instrumento no século XVIII, sendo uma referência até os dias de hoje. Seu Guida harmonica (c. 1752) é um dos mais originais tratados de harmonia, dando instruções detalhadas para a realização do baixo continuo. Outras de suas obras teóricas são Art of Accompaniment on the Harpsichord, Organ, etc. (1754), Lessons for the Harpsichord, e Art of Playing the Guitar (1760).